# Jonas Pate
Jonas James Pate, né le 15 janvier 1970,, est un scénariste, réalisateur et producteur de télévision américain. Il a écrit et réalisé The Grave (en), Le Suspect idéal, The Take (en) et réalisé Le Psy d'Hollywood. Il a également cocréé Good Versus Evil et Surface.

## Jeunesse
Jonas Pate naît le 15 janvier 1970 en Caroline du Nord. Il est le frère jumeau de Josh Pate. Les frères seront élevés ensemble et ce, même après le divorce de leurs parents alors qu'ils sont enfants. 
Il étudie la philosophie à l'Université de Princeton, où il obtient son diplôme en 1993,.

## Carrière
En 1996, Pate commence sa carrière comme scénariste et réalisateur du thriller The Grave (en),,. Le film reçoit plusieurs critiques positives après avoir été diffusé au Festival du film de Sundance. L'année suivante, les frères travaillent sur Le Suspect idéal.
The Pate brothers créent par la suite l'émission de télévision de fantasy/action Good Versus Evil (1999),. Par la suite, Jonas Pate réalise plusieurs séries télévisées telles Battlestar Galactica (2005),, Bionic Woman (2007), Friday Night Lights (2007-2010), Chuck (2008), The Philanthropist (2009), Caprica (2010),,, Undercovers (2010), The Event (2010-2011) et Suspect numéro un New York (2011).
Au cinéma, il écrit le scénario de The Take (en) (2007),, puis, en 2009, il réalise Le Psy d'Hollywood.
Pate est le réalisateur et le producteur délégué de Battlestar Galactica: Blood & Chrome,,,. Il est par la suite engagé avec son frère pour scénariser le film indépendant Way Down South,.

## Vie personnelle
Pate est marié à Jennifer Pate. Le couple a deux enfants, Cooper et Lilah, et vit à Los Angeles, Californie.

## Filmographie
| année | titre          | crédits    | crédits     | crédits    |
| année | titre          | scénariste | réalisateur | producteur |
| ----- | -------------- | ---------- | ----------- | ---------- |
| 1996  | The Grave (en) | Oui        | Oui         |            |
| 1997  | Deceiver       | Oui        | Oui         |            |
| 2007  | The Take (en)  | Oui        |             |            |
| 2009  | Shrink         |            | Oui         |            |
| 2013  | Way Down South | Oui        | Oui         |            |

- 2025 : Driver's Ed de Bobby Farrelly

| année     | titre                                  | crédits    | crédits     | crédits    | notes |
| année     | titre                                  | scénariste | réalisateur | producteur | notes |
| --------- | -------------------------------------- | ---------- | ----------- | ---------- | --- |
| 1999-2000 | Good vs Evil                           | Oui        | Oui         | Oui        | cocréateur épisodes écrits : Orange Volvo Underworld épisodes réalisés : "Orange Volvo" Gee Your Hair Smells Evil Evilator Sunday Night Evil "Underworld" 11 épisodes comme producteur exécutif |
| 2003-2004 | L.A. Dragnet                           | Oui        |             | Oui        | épisode écrit : Abduction 10 épisodes comme coproducteur exécutif |
| 2005      | Battlestar Galactica                   |            | Oui         |            | épisode réalisé : "Saison 1 de Battlestar Galactica#La Fête coloniale" |
| 2005-2006 | Surface                                | Oui        | Oui         | Oui        | cocréateur 15 épisodes écrits épisode réalisé : Episode 1.1 15 épisodes comme producteur exécutif                                                                                               |
| 2007      | Bionic Woman                           |            | Oui         | Oui        | épisode réalisé : The Education of Jaime Sommers épisodes comme coproducteur exécutif : The Education of Jaime Sommers (réalisateur) The List Trust Issues Do Not Disturb                       |
| 2007-2010 | Friday Night Lights                    |            | Oui         |            | épisodes réalisés : Nevermind (assistant réalisateur) Backfire How Did I Get Here Swerve |
| 2008      | Chuck                                  |            | Oui         |            | épisode réalisé : Chuck Versus the Sensei (en) |
| 2008      | Jen and Barb: Mom Life                 |            |             | Oui        | producteur exécutif |
| 2009      | The Philanthropist                     |            | Oui         | Oui        | épisodes réalisés : Nigeria Part II Haiti 8 épisodes comme coproducteur exécutif |
| 2010      | Caprica                                |            | Oui         | Oui        | épisodes réalisés : Rebirth Retribution Apotheosis 17 épisodes comme coproducteur exécutif |
| 2010      | Undercovers                            |            | Oui         |            | épisode réalisé : Funny Money |
| 2010-2011 | The Event                              |            | Oui         |            | épisodes réalisés : Loyalty The Beginning of the End |
| 2011      | Suspect numéro un New York             |            | Oui         |            | épisodes réalisés : Carnivorous Sheep Great Guy, Yet: Dead |
| 2011      | The Single Life                        |            |             | Oui        | producteur exécutif |
| 2012      | Battlestar Galactica: Blood and Chrome |            | Oui         | Oui        | producteur exécutif |
| 2020      | Outer Banks                            | Oui        |             | Oui        | |

| année | titre                    | crédits    | crédits     | crédits    | notes  |
| année | titre                    | scénariste | réalisateur | producteur | notes  |
| ----- | ------------------------ | ---------- | ----------- | ---------- | ------ |
| 2006  | Best of Chris Isaak (en) |            | Oui         |            | Please |

## Distinctions
| année | prix                                        | catégorie            | titre                                     | résultat   |
| ----- | ------------------------------------------- | -------------------- | ----------------------------------------- | ---------- |
| 1996  | Mystfest                                    | meilleur film        | The Grave (en)                            | Nomination |
| 1997  | Festival international du film de Stockholm | meilleur scénario    | Le Suspect idéal (partagé avec Josh Pate) | Lauréat    |
| 1998  | Festival du film policier de Cognac         | prix spécial du jury | Le Suspect idéal (partagé avec Josh Pate) | Lauréat    |